# Le Martyre de sainte Catherine
Le Martyre de sainte Catherine est une gravure sur bois (31,9 x 23,7 cm) de l'artiste de la Renaissance allemande Albrecht Dürer datée de vers 1498.

## Histoire
Sainte Catherine d'Alexandrie est une princesse d'Alexandrie, convertie au Christianisme, condamnée à mort par son propre père l'empereur Maximin II Daïa, dont le martyre a été popularisé par La Légende dorée de Jacques de Voragine à partir du XIIIe siècle.

## Description
La roue dentée, à laquelle elle était destinée, est représentée sur la gauche, miraculeusement brisée par le feu du ciel. Dürer immortalise le moment fatidique où la future sainte, absorbée dans sa prière, est sur le point d'être décapitée.

## Analyse
Cette gravure peut être comparée à Jehté sacrifiant sa fille du maitre de l'artiste, Michael Wolgemut, tirée du Schatzbehalter (vers 1491). Dürer toutefois insuffle une force expressive à son œuvre, où éclate un véritable feu d'artifice en noir et blanc, tel que l'on en trouve dans L'Apocalypse. 
Le bourreau à la ligne ondulante, en contrapposto, renvoie aux sculptures de ses contemporains connues à Nuremberg, comme celles de Veit Stoss.
Contrairement à son maitre Wolgemut, qui doit limiter le nombre d'éléments représentés pour conserver une bonne visibilité, Dürer peut faire cohabiter plusieurs épisodes étagés et multiplier les détails, dont certains sont d'inspiration italienne.